# Мангольд
Манго́льд (от нем. Mangold; лат. Bēta vulgāris subsp. vulgaris var. vulgaris) — двулетнее травянистое растение; подвид свёклы обыкновенной. Родственен сахарной, кормовой и обыкновенной свёкле.
Мангольд похож своими длинными стеблями и листьями (до 30 см) на шпинат. Существуют многочисленные сорта, различающиеся по цвету стеблей (беловатые, жёлтые, светло- и тёмно-зелёные), листья могут быть курчеватыми или ровными.
Распространён в средних и южных широтах Европы.

## Внешний вид
В основном определяют две основные формы мангольда (Beta vulgaris subsp. vulgaris var. vulgaris):
- Стеблевой, или жилковатый, мангольд (Beta vulgaris subsp. vulgaris var. vulgaris convar. flavescens), в Швейцарии известный под народным названием «травяной стебель» (нем. Krautstiel), определяется по сильно выступающим жилкам от стебля. Его употребляют в пищу вместе со стеблями наподобие спаржи. Окраска жилок может быть белой или красноватой. Мангольд с красноватыми жилками обладает более заметным ароматом. Ростки появляются ранней весной одновременно с первыми овощными культурами.
- Шнитт-мангольд, или мангольд-резанец, или лиственный мангольд, или римская капуста (Beta vulgaris subsp. vulgaris var. vulgaris convar. vulgaris) (синоном: f. hortensis) пускает после среза новые листья, которые снова можно употреблять. Он — морозостойкий, весной вырастает из того же корня, и его можно сразу пожинать.

## Пищевая ценность
Растение содержит много витамина K, кроме того, витамины А и Е, а также натрий, магний, калий и железо.
Корень мангольда содержит большое количество сахара, который раньше добывали кипячением. В процессе добычи сахара позднее был замещён сахарной свёклой.

## Возделывание
Мангольд произрастает на протяжении двух лет, так что он цветёт и даёт семена только через год после прорастания. Однако цветёт он только когда по меньшей мере один месяц перестоял зимние температуры.

### Соседи по огороду
Мангольд можно сочетать с различными культурами, которые при прямом соседстве относительно хорошо растут. Для растения соседи
- хороши: все бобовые, капуста, морковь, редис, редька;
- плохи: шпинат.

## Сорта
- Lucullus
- White Silver
- White Silver 2
- White Silver 3
- Rhubarb Chard (с гибридом «Вулкан»)
- Bright Lights (различные гибриды)
- Pink Passion
- Candida
- Erbette/Groene Gewone